# 1840 (numero)
Milleottocentoquaranta (1840) è il numero naturale dopo il 1839 e prima del 1841.

## Proprietà matematiche
- È un numero pari.
- È un numero composto da 20 divisori: 1, 2, 4, 5, 8, 10, 16, 20, 23, 40, 46, 80, 92, 115, 184, 230, 368, 460, 920, 1840. Poiché la somma dei suoi divisori (escluso il numero stesso) è 2624 > 1840, è un numero abbondante.
- È un numero rifattorizzabile in quanto divisibile per il numero dei propri divisori.
- È un numero intoccabile.
- È un numero pratico.
- È un numero semiperfetto in quanto pari alla somma di alcuni (o tutti) i suoi divisori.
- È un numero odioso.
- È parte delle terne pitagoriche (258, 1840, 1858), (414, 1840, 1886), (897, 1840, 2047), (1071, 1840, 2129), (1104, 1472, 1840), (1380, 1840, 2300), (1716, 1840, 2516), (1840, 1932, 2668), (1840, 2325, 2965), (1840, 3450, 3910), (1840, 4032, 4432), (1840, 4416, 4784), (1840, 5130, 5450), (1840, 7245, 7475), (1840, 8364, 8564), (1840, 9108, 9292), (1840, 10500, 10660), (1840, 13161, 13289), (1840, 16878, 16978), (1840, 18354, 18446), (1840, 21120, 21200), (1840, 26418, 26482), (1840, 33831, 33881), (1840, 36777, 36823), (1840, 42300, 42340), (1840, 52884, 52916), (1840, 84630, 84650), (1840, 105792, 105808), (1840, 169275, 169285), (1840, 211596, 211604), (1840, 423198, 423202), (1840, 846399, 846401).

## Astronomia
- 1840 Hus è un asteroide della fascia principale del sistema solare.

## Astronautica
- Cosmos 1840 è un satellite artificiale russo.